# 178e Panzerdivision
La 178e Panzerdivision, de son nom officiel allemand Panzerdivision Nr. 178, était une unité de l'Ersatzheer de l'armée de terre allemande, la Wehrmacht Heer.

## Historique
- 15 décembre 1940 [1] : la Division Nr. 178 est formée à Liegnitz. Il s'agit d'un état-major chargé de commander les unités de dépôt et de remplacement (Ersatzeinheiten) motorisés stationnées dans le Wehrkreis VIII.
- 20 avril 1942 [1] : la division change de nom pour Division Nr. 178 (mot.).
- 5 avril 1943 [1] : la Division Nr. 178 (mot.) devient la Panzerdivision Nr. 178.
- Décembre 1944 ou janvier 1945 : la division de réserve est dissoute ; certaines de ces unités seront intégrées à la Panzerdivision Tatra.

## Commandants
| Début            | Fin               | Grade           | Nom                               |
| ---------------- | ----------------- | --------------- | --------------------------------- |
| 15 décembre 1940 | 20 avril 1942     | Generalleutnant | Curt Bernard                      |
| 5 avril 1943     | 30 septembre 1944 | Generalleutnant | Friedrich-Wilhelm von Löper       |
| 1er octobre 1944 | 8 octobre 1944    | Generalleutnant | Karl-Friedrich von der Meden (en) |
| 9 octobre 1944   | 31 décembre 1944  | Generalmajor    | Hans-Ulrich Back                  |

Le général Hans-Ulrich Back sera à partir du 1er janvier 1945 le commandant de la Panzerdivision Tatra.

## Composition
En 1940, l'état-major Division Nr. 178 commande les unités de dépôt suivantes  :
- Pz.Ers.Abt 15 (Sagan)
- Schützen-Ers.Rgt 85 (Liegnitz)
  - Schützen-Ers.Btl. 13
  - Schützen-Ers.Btl. 110
  - Kradschtz-Ers.Btl. 55
- Inf.Ers.Btl. 30
- Inf.Ers.Btl. (mot.) 51
- Artillerie-Ersatz-Abteilung (mot.) 116

En avril 1942, la Panzerdivision Nr. 178 commandait les unités de dépôt suivantes :
- Pz.Ers. und Ausb.Abt. 15  (Sagan)
- Panzer-Gren. Ausb.Rgt. 85 (Liegnitz)
  - Panzer-Gren. Ausb.Btl. 13
  - Panzer-Gren. Ausb.Btl. 110
- Gren.Ausb.Rgt. (mot.) 128
  - Gren.Ausb.Btl. (mot.) 30
  - Gren.Ausb.Btl. (mot.) 51
- Pz.Aufkl.Ers. und Ausb.Abt. 55
- Pz.Jg.Ers. und Ausb.Abt. 8